# Pietra di Scone

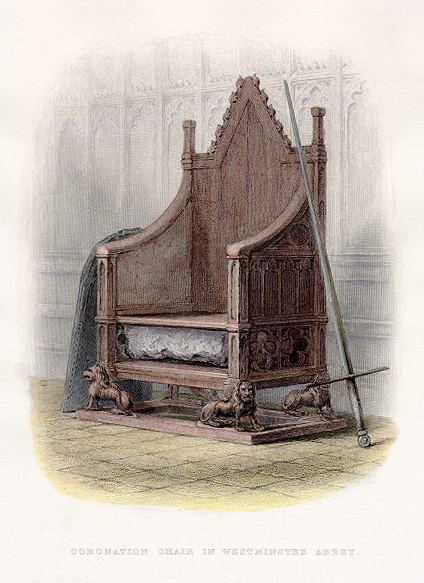
La pietra di Scone sul trono delle incoronazioni nell'abbazia di Westminster, 1855

La pietra di Scone o pietra del destino o pietra dell'incoronazione (in inglese: Stone of Scone o Stone of Destiny o Coronation Stone) è una pietra a forma di grossolano parallelepipedo in arenaria rossa, sulla quale, nel Medioevo, venivano incoronati i sovrani scozzesi e che tuttora viene utilizzata per l'incoronazione dei sovrani britannici.

## Storia
La leggenda la proclamava la pietra sulla quale Giacobbe aveva ricevuto una visione, e che la frattura che presenta fosse derivata dal colpo infertole da Mosè per renderla capace di portare acqua.
Si trovava a Scone, villaggio della Scozia centrale cui deve il nome, a nord-est di Perth: ha fatto ritorno in Scozia solo nel 1996, dopo che fu trasportata a Londra da Edoardo I nel 1296 e posta sotto il trono delle incoronazioni (coronation chair) nell'abbazia di Westminster. Dal 1996 è stata custodita presso il castello di Edimburgo, con l'accordo di poterla temporaneamente trasportare a Londra in occasione delle cerimonie di incoronazione dei re del Regno Unito. Questa evenienza è occorsa il 6 maggio 2023 per l'incoronazione di Carlo III). Dall'inizio del 2024 la pietra di Scone è stata spostata permanentemente presso il rinnovato museo di Perth.

### Furto e restituzione
Il giorno di Natale del 1950 un gruppo di quattro studenti scozzesi (Ian Hamilton, Gavin Vernon, Kay Matheson e Alan Stuart) rimosse la pietra dall'abbazia di Westminster, con l'intenzione di restituirla alla Scozia. Durante il furto, la pietra si spezzò in due.
La pietra fu conservata in un campo e poi trafugata ad Edimburgo. Secondo un diplomatico americano che all'epoca era distaccato a Edimburgo, il pezzo più grosso in cui la pietra si era spezzata fu brevemente nascosto in un baule nel seminterrato dell'ufficio per gli affari pubblici del consolato, a sua insaputa, e poi portata nelle Highlands del nord.
Il governo britannico ha inutilmente cercato la pietra fino a quando questa non è stata lasciata sull'altare dell'abbazia di Arbroath, l'11 aprile 1951. Il luogo era simbolico visto che qui fu firmata la dichiarazione di Arbroath nel 1320 dai baroni scozzesi per rivendicare l'indipendenza della Scozia.
Una volta che la polizia di Londra è stata informata del suo ritrovamento, la pietra è stata riportata a Westminster (dove fu utilizzata per l'incoronazione della regina Elisabetta II, il 2 giugno 1953), anche se restituita nel 1996 per venire incontro alle pressioni dell'opinione pubblica scozzese. Circola tuttavia la voce secondo la quale della pietra sia stata fatta una copia e che la pietra restituita non sia l'originale.
Gli autori del furto furono incriminati, ma mai processati. Le gesta del furto sono raccontate dal film Stone of Destiny del 2008.